# Nabis edax
Nabis edax är en insektsart som beskrevs av Blatchely 1929. Nabis edax ingår i släktet Nabis och familjen fältrovskinnbaggar. Inga underarter finns listade i Catalogue of Life.